# Detouring America
Pour plus de détails, voir Fiche technique et Distribution.
Detouring America est un dessin animé américain de la série Merrie Melodies, réalisé par Tex Avery sur un scénario de Jack Miller, et sorti en 1939. 

## Censure
Deux scènes sont coupées de l'impression AAP, qui diffuse sur les réseaux Cartoon Network et Boomerang aux États-Unis en raison des stéréotypes ethniques:
- Un pauvre auto-stoppeur noir au pôle Nord, qui chante "Carry Me Back to Ol 'Virginny", et un esquimau l'emmène et l'emmène jusqu'à la Virginia State Line.
- Bien que le segment des Amérindiens ne soit pas entièrement supprimé (il y avait eu des rumeurs, mais ceux qui ont été prouvés faux), une seule scène du segment est coupée: une mère indienne traitant le fils adulte, surdimensionné, qui la porte arrière.

## Fiche
- Réalisation : Tex Avery
- Scénario : Jack Miller
- Production : Leon Schlesinger Studios
- Musique originale : Carl W. Stalling
- Montage et technicien du son : Treg Brown (non crédité)
- Durée : 8 minutes
- Pays : États-Unis
- Langue : anglais
- Distribution : 1939 : Warner Bros. Pictures
- Format : 1,37 :1 Technicolor Mono
- Date de sortie : 
  - États-Unis : 26 août 1939

## Animateurs
- Robert Cannon
- Virgil Ross (non crédité)
- Charles McKimson (non crédité)
- John Didrik Johnsen (décors) (non crédité)

## Musique
- Carl W. Stalling, directeur de la musique
- Milt Franklyn, orchestration (non crédité)